# Альмогавары
Альмогавары (араг. Almogabars, исп. Almogávares, кат. Almogàvers, от араб. المغاور‎ al-Mugavari — «разведчик») — лёгкая пехота Арагона, прославившаяся во время христианской реконкисты Пиренеев. Также альмогавары сражались в качестве наёмников в Италии, Латинской империи и Леванте в течение XIII—XIV столетий.

## История
Альмогавары происходили из горных областей Арагона, Каталонии и Наварры. Их обычная экипировка включала лёгкий шлем; свободную куртку или кожаный доспех; бриджи и полугетры для передней части ноги — и то и другое из шкур; грубые кожаные сандалии. Вооружение состояло из короткого копья, пригодного для метания, нескольких дротиков, а также широкого тесака, висевшего на кожаном ремне вместе с мешком или сумкой для кремня и трута. Эти профессиональные солдаты служили королям, Церкви, знати и городам за достойную плату.
Педро III Арагонский начал борьбу с Карлом I Анжуйским после событий Сицилийской вечерни 29 марта 1282 года. Целью Педро было овладение Неаполем и Сицилией. Альмогавары стали самой сильной частью его армии, так как благодаря своей дисциплине и бесстрашию на равных боролись с тяжёлой рыцарской конницей противника. Сражаясь с кавалерией, они сперва уничтожали лошадей, после чего легко добивали беззащитных всадников. Кроме того, альмогавары выполняли роль абордажных команд в арагонском флоте, например, в ходе морского сражения у Мальты (1283).
После заключения в 1302 году Кальтабеллотского мира война в южной Италии окончилась. Альмогавары под командованием Рожера де Флора (нем. Рутгера фон Блюма), бывшего тамплиера, основали Каталонскую компанию для служения византийскому императору Андронику II Палеологу, решившему бороться с турками.
Военные действия наёмников в Малой Азии с 1303 по 1304 года были весьма успешны, но сопровождались грабежом мирного населения, так как император не мог выплачивать оговоренное жалование. Помимо этого, де Флор начинал подумывать о создании собственного государства на отвоёванных землях вдобавок к титулу кесаря. Михаил IX Палеолог в 1305 году заманил каталанскую дружину в Адрианополь, где Рожер и его люди были вырезаны наёмниками-аланами. Это было сделано в угоду генуэзским торговцам, видевшим в альмогаварах своих конкурентов.
Возмущённые отряды наёмников занимались грабежом в окрестностях Константинополя, но затем отправились в Афинское герцогство, где их нанял Готье V де Бриенн. После попытки отказать им в выплате и выслать из герцогства, они восстали. В битве, состоявшейся 15 марта 1311 года на реке Кефисс в Беотии, армия Готье была разбита, а сам он убит. Новым герцогом Афинским каталонцы назначили одного из выживших рыцарей — Роже Деслора, а управляемое им государство более чем на 70 лет стало вассалом Арагона.

## Боевой клич
Самым знаменитым боевым кличем альмогаваров было кат. Desperta Ferro!, или средневековый кат. Desperta Ferres! (Проснись, железо!), который воины выкрикивали, высекая копьями или дротиками искры из камней и скал. Впервые зафиксирован в битве при Гальяно (1300), в частности, упоминается в «Хронике» Рамона Мунтанера. Другими вариантами боевого клича были Aragó, Aragó! (Арагон, Арагон!), Via Sus! Via Sus!, Sant Jordi! Sant Jordi! (Святой Георгий! Святой Георгий!), Sancta Maria! Sancta Maria! (Святая Мария! Святая Мария!).

## Современное использование слова
- В составе сухопутных войск Испании существует 6-я воздушно-десантная бригада «Альмогаварес» (исп. Brigada "Almogávares" VI de Paracaidistas).
- Название Almogàvers сейчас используется фанатами футбольного клуба Барселона, «Penya Almogàvers»[4].

## В культуре
- Трилогия «Пиренеи» В. Балагера (1892) и одноимённая опера Ф. Педреля (1902).
- Художественный фильм «Византийская принцесса» (2006, режиссёр В. Аранда).
- Компьютерные игры «Medieval II: Total War» (2006) и «Assassin’s Creed: Revelations» (2011).
- Каталонский мультфильм "Desperta Ferro" (Проснись, железо) (1990)